# Harald Mangge
Harald Mangge(* 26. Dezember 1961 in Villach) ist ein österreichischer Arzt und Universitätsprofessor. Er ist stellvertretender Institutsvorstand und Leiter der Forschungseinheit für Biomarker bei Entzündung und Lebensstilerkrankungen am Klinischen Institut für Medizinische und Chemische Labordiagnostik der Medizinischen Universität Graz und forscht als Labormediziner in den Bereichen Immunsystem, Entzündung, Adipositas und Fettstoffwechsel.

## Leben
Harald Mangge wuchs in Spittal an der Drau auf und studierte nach der Matura an der medizinischen Universität Graz Humanmedizin, wo er 1986 zum Doktor der Medizin promovierte. Von 1986 bis 1988 forschte er bei Konrad Schauenstein als Gastarzt im Bereich Immunologie am Institut für Allgemeine und Experimentelle Pathologie Graz. 1988 begann er seine Turnusausbildung, 1990 folgte die Fachausbildung für Pädiatrie, die er 1995 abschloss. Ab 1991 leitete er die Spezialambulanz und Arbeitsgruppe für Immunologie und Rheumatologie an der Universitätsklinik für Kinder- und Jugendheilkunde Graz. Von 1995 bis 1999 absolvierte Harald Mangge eine Facharztausbildung in Labormedizin, woraufhin er 1999 im Fach Medizinisch-Chemische Labordiagnostik der Medizinischen Fakultät der Universität Graz habilitierte. Derzeit (2022) ist Harald Mangge stellvertretender Institutsvorstand am Klinischen Institut für Medizinische und Chemische Labordiagnostik der Medizinischen Universität Graz.

## Wissenschaftliche Arbeit
Harald Mangge beschäftigte sich in seinen wissenschaftlichen Arbeiten vorerst mit der Rolle des Immunsystems und der Entzündungsreaktion bei rheumatologischen und immunologischen Erkrankungen.
Nachfolgend konzentrierte sich seine Forschung auf „Adipositas, Adipokine, immunmediierte Entzündung und Artherosklerose“. Hier standen insbesondere Adiponectin, das Immunsystem und Entzündungsmediatoren (Zytokine) in Zusammenspiel mit Fettstoffwechselveränderungen im Fokus. Harald Mangge beschäftigte sich auch mit Nanotechnologie in der Diagnostik der Arteriosklerose im Rahmen des EU-Projektes „NanoAthero“.
Im Zentrum seiner labormedizinischen Forschungen steht unter anderem auch der Kynurenin-Stoffwechselweg bei Herz-Kreislauf-Erkrankungen und bei Covid-19-erkrankten Patienten. Hier konnte er einen Zusammenhang zwischen dem Stoffwechselprodukt Kynurenin und einem tödlichen Verlauf der Covid-Erkrankung feststellen. Kynurenin ist ein zentrales Abbauprodukt von Tryptophan.
Im Zentrum weiterer Forschung stehen neue Biomarker für das menschliche Herz-Kreislauf-System sowie Entzündung und oxidativer Stress bei Erkrankungen in Zusammenhang mit Adipositas. Weiters stehen Vitamin D, Vitamin K sowie der Rolle von verzweigtkettigen Aminosäuren bei Arteriosklerose im Fokus von Harald Mangges Forschung. Aktuell (2022) konzentriert er sich auf die Erforschung neuer Möglichkeiten zu einer verbesserten Frühdiagnose der non-alkoholischen Fettlebererkrankung und die Erkennung immun-metabolischer Risikoprofile bei COVID-19.

## Publikationen (Auswahl)
- Julia Fitzinger, Giovanny Rodriguez-Blanco, Markus Herrmann, Andrea Borenich, Rudolf Stauber, Elmar Aigner, Harald Mangge: Gender-Specific Bile Acid Profiles in Non-Alcoholic Fatty Liver Disease. In: Nutrients. 16. Jahrgang, Nr. 2, 13. Januar 2024, ISSN 2072-6643, S. 250, doi:10.3390/nu16020250, PMID 38257143.

- Harald Mangge, Markus Herrmann, Andreas Meinitzer, Sabine Pailer, Pero Curcic, Zdenka Sloup, Magdalena Holter, Florian Prüller: Increased Kynurenine Indicates a Fatal Course of COVID-19. In: Antioxidants. 10. Jahrgang, Nr. 12. MDPI AG, 7. Dezember 2021, ISSN 2076-3921, S. 1960, doi:10.3390/antiox10121960.
- Harald Mangge, Markus Kneihsl, Wolfgang Schnedl, Gerald Sendlhofer, Francesco Curcio, Rossana Domenis: Immune Responses against SARS-CoV-2—Questions and Experiences. In: Biomedicines. 9. Jahrgang, Nr. 10. MDPI AG, 28. September 2021, ISSN 2227-9059, S. 1342, doi:10.3390/biomedicines9101342.
- Harald Mangge, Florian Prüller, Pero Curcic, Zdenka Sloup, Magdalena Holter, Markus Herrmann, Sieglinde Zelzer: Vitamin D Metabolites and Clinical Outcome in Hospitalized COVID-19 Patients. In: Nutrients. 13. Jahrgang, Nr. 7. MDPI AG, 22. Juni 2021, ISSN 2072-6643, S. 2129, doi:10.3390/nu13072129.
- Harald Mangge, Florian Prueller, Christine Dawczynski, Pero Curcic, Zdenka Sloup, Magdalena Holter, Markus Herrmann, Andreas Meinitzer: Dramatic Decrease of Vitamin K2 Subtype Menaquinone-7 in COVID-19 Patients. In: Antioxidants. 11. Jahrgang, Nr. 7. MDPI AG, 24. Juni 2022, ISSN 2076-3921, S. 1235, doi:10.3390/antiox11071235.
- Harald Mangge, Elmar Aigner, Peter Bergsten, Susanne M. Brunner, Anders Forslund, Joel Kullberg, Hakan Ahlström, Hannes Manell, Kirsten Roomp, Sebastian Schütz, Fanni Zsoldos, Wilfried Renner, Dieter Furthner, Katharina Maruszczak, Stephan Zandanell, Daniel Weghuber, Katharina Mörwald: Serum Ferritin Correlates With Liver Fat in Male Adolescents With Obesity. In: Frontiers in Endocrinology. 11. Jahrgang. Frontiers Media SA, 18. Juni 2020, ISSN 1664-2392, doi:10.3389/fendo.2020.00340.
- Harald Mangge, Markus Herrmann, Gunter Almer, Sieglinde Zelzer, Reinhard Moeller, Renate Horejsi, Wilfried Renner: Telomere shortening associates with elevated insulin and nuchal fat accumulation. In: Scientific Reports. 10. Jahrgang, Nr. 1. Springer Science and Business Media LLC, 22. April 2020, ISSN 2045-2322, doi:10.1038/s41598-020-63916-6.
- Harald Mangge, Wilfried Renner, Gunter Almer, Hans-Jürgen Gruber, Sieglinde Zelzer, Reinhard Moeller, Renate Horejsi, Markus Herrmann: Subcutaneous adipose tissue distribution and telomere length. In: Clinical Chemistry and Laboratory Medicine (CCLM). 57. Jahrgang, Nr. 9. Walter de Gruyter GmbH, 27. August 2019, ISSN 1437-4331, S. 1358–1363, doi:10.1515/cclm-2018-0801.
- Harald Mangge, Sieglinde Zelzer, Andreas Meinitzer, Sabine Kern, Sabine Meissl, Gudrun Pregartner, Daniel Weghuber, Gunter Almer, Gunther Marsche: Adiponectin Predicts High-Density Lipoprotein Cholesterol Efflux Capacity in Adults Irrespective of Body Mass Index and Fat Distribution. In: The Journal of Clinical Endocrinology & Metabolism. 102. Jahrgang, Nr. 11. The Endocrine Society, 29. August 2017, ISSN 0021-972X, S. 4117–4123, doi:10.1210/jc.2017-00933.
- Harald Mangge, Sieglinde Zelzer, Florian Prüller, Wolfgang J. Schnedl, Daniel Weghuber, Dietmar Enko, Peter Bergsten, Johannes Haybaeck, Andreas Meinitzer: Branched-chain amino acids are associated with cardiometabolic risk profiles found already in lean, overweight and obese young. In: The Journal of Nutritional Biochemistry. 32. Jahrgang. Elsevier BV, 2016, ISSN 0955-2863, S. 123–127, doi:10.1016/j.jnutbio.2016.02.007.
- Harald Mangge, Eva-Christine Weiss, Reinhard B. Raggam, Mila Cervar-Zivkovic, Wilfried Renner, Jasmin Wagner, Simon Michaelis, Winfried März, Florian Prüller: Activated Protein C Resistance Assay and Factor V Leiden. In: New England Journal of Medicine. 371. Jahrgang, Nr. 7. Massachusetts Medical Society, 14. August 2014, ISSN 0028-4793, S. 685–686, doi:10.1056/nejmc1405664.
- Harald Mangge, Harald Kenzian, Siegfried Gallistl, Gudrun Neuwirth, Peter Liebmann, Wilhelm Kaulfersch, Friedrich Beaufort, Wolfgang Muntean, Konrad Schauenstein: Serum cytokines in juvenile rheumatoid arthritis: correlation with conventional inflammation parameters and clinical subtypes. In: Arthritis & Rheumatism. 38. Jahrgang, Nr. 2. Wiley, 1995, ISSN 0004-3591, S. 211–220, doi:10.1002/art.1780380209.